# Robert Sackville (2e comte de Dorset)
Robert Sackville, 2e comte de Dorset (1561 - 1609) est un aristocrate et homme politique anglais.

## Biographie

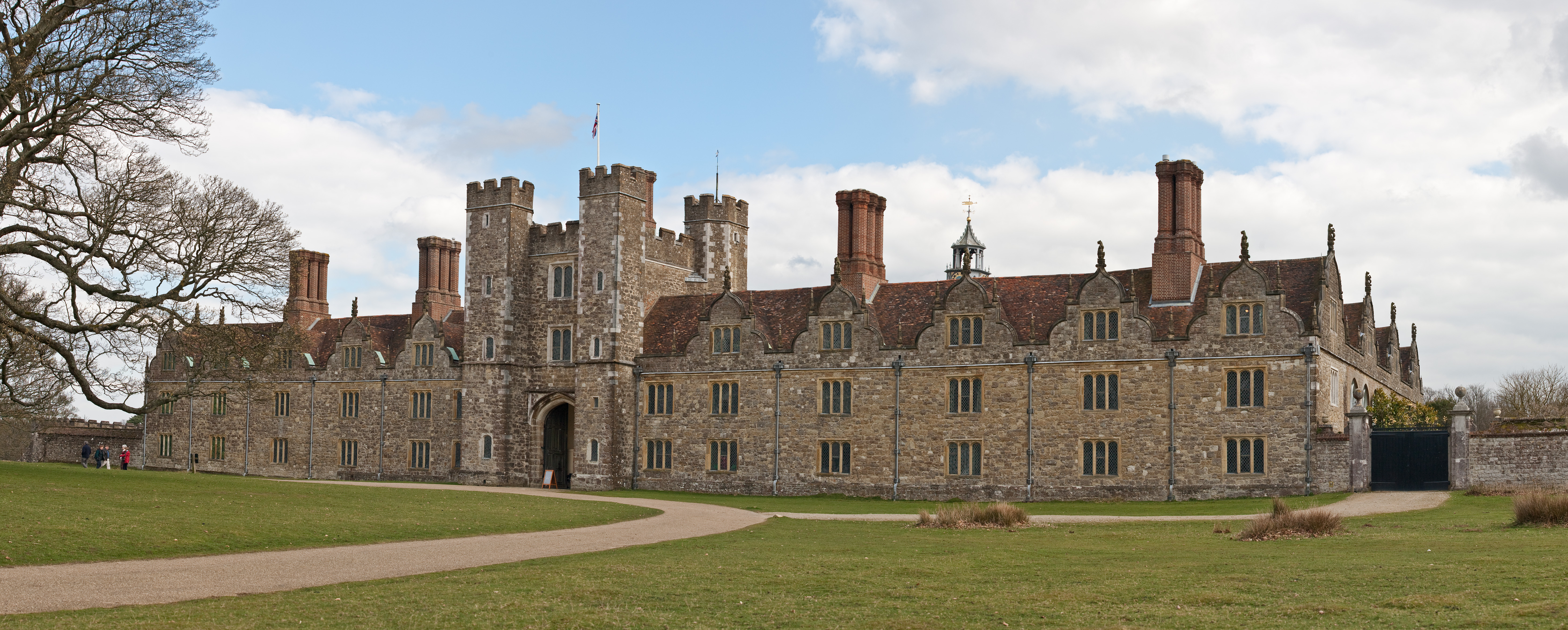
Knole House, Kent

Il est le fils aîné de Thomas Sackville (1er comte de Dorset), et de Cecily, fille de John Baker. Son grand-père, Richard Sackville, invite Roger Ascham à éduquer Robert avec son propre fils, une demande en 1563 qu'Ascham indique dans son travail pédagogique The Scholemaster (1570) comme l'incitant à écrire le livre. Son tuteur Claude de Sainliens lui dédie les manuels de langue française The French Schoolemaster (1573) et The Frenche Littelton (1576), qui ont un total combiné de quinze éditions jusqu'en 1609. Il s'inscrit à Hart Hall, Oxford, le 17 décembre 1576, et obtient un BA et une MA le 3 juin 1579 ; il ressort du testament de son père qu'il est également au New College.
Il est admis à l'Inner Temple en 1580 mais non admis au barreau, et est élu à la Chambre des communes en 1585 comme député de Sussex, âgé de 23 ans, sous l'influence de son père. En 1588, il siège à Lewes, mais encore une fois représente le comté en 1592-1593, 1597-1598 1601 et 1604-1608. Il est un membre éminent de la Chambre des communes, président de plusieurs comités. En même temps, il s'engage dans des entreprises commerciales et détient un brevet pour la fourniture de munitions.
Il accède au comté de Dorset à la mort de son père le 19 avril 1608. Il hérite de son père des manoirs dans le Sussex, l'Essex, le Kent et le Middlesex, les principaux sièges étant Knole House et Buckhurst Park.
Dorset survit à son père moins d'un an, mourant le 27 février 1609 à Dorset House, Fleet Street, Londres. Il est enterré dans la chapelle de Sackville à Withyham, Sussex, et laisse de l'argent pour la construction et la dotation du Sackville College (en).

## Famille
Dorset épouse en février 1580, Margaret, alors seule fille survivante de Thomas Howard (4e duc de Norfolk), alors soupçonné d'être crypto-catholique. D'elle, il a six enfants, dont :
- Richard Sackville (3e comte de Dorset) (18 mars 1589 - 28 mars 1624)
- Edward Sackville, 4e comte de Dorset (1591-17 juillet 1652)

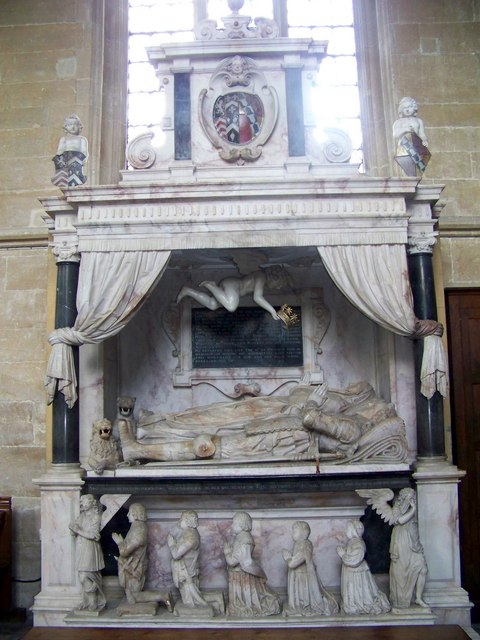
Monument à Anne Sackville et son deuxième mari Sir Edward Lewis, Edington Priory Church, Wiltshire

- Anne (décédée le 25 septembre 1664)[4], épouse Sir Edward Seymour, fils aîné d'Edward Seymour, vicomte Beauchamp, puis Sir Edward Lewis (décédé en 1630) par qui elle a des enfants [5]. Son splendide monument avec des effigies d'elle-même et de son deuxième mari subsiste dans l'église du prieuré d'Edington dans le Wiltshire [6].
- Cecily, mariée à Sir Henry Compton

Margaret est décédée le 19 août 1591; Robert Southwell, qui ne l'a jamais rencontrée, publie en son honneur, en 1596, Triumphs over Death, avec des vers dédicatoires à ses enfants survivants .
Dorset se remarie le 4 décembre 1592, à Anne (décédée le 22 septembre 1618), fille de John Spencer d'Althorp, et veuve de William Stanley, 3e baron Monteagle, et d'Henry Compton (1er baron Compton). En 1608-1609 Dorset trouve des raisons de se plaindre de l'inconduite de sa seconde épouse et négocie avec l'archevêque Richard Bancroft et Lord Ellesmere pour une séparation d'avec elle quand il meurt.